# Концерт для валторны с оркестром (Глиэр)
Концерт для валторны с оркестром, Op. 91 — произведение Рейнгольда Глиэра, написанное в 1951 году.

## Музыка
Первая часть волевая, мужественная, с маршеобразными ритмическими фигурами — в заключении части выливается в марш.
Вторая часть — господствуют лирически-созерцательные образы. Основную тему, близкую по характеру к русской лирической песне, неторопливо распевает валторна на фоне мерного сопровождения струнных. Начало и конец этого поэтического повествования о красоте природы безмятежны, спокойны. В среднем эпизоде музыка носит несколько возбужденный характер.
Третьей части, как и в предыдущих своих двух инструментальных концертах, Глиэр отводит картине народного праздника. Во вступлении слышны глухие звуки, напоминающие притоптывание начинающих плясать людей, раздаются «зазывные» возгласы кларнетов и фаготов. Танцевальный характер имеет и мелодия, порученная солирующей валторне. Постепенно ритм пляски убыстряется, эмоциональное напряжение нарастает. И праздничная, веселая музыка разливается широкой волной. Яркая, жизнерадостная кода завершает концерт.

## Состав исполнителей
Струнные группы, 3 флейты, 2 гобоя, английский рожок, 2 кларнета, 2 фагота, 3 валторны, 2 трубы, 3 тромбона, литавры, треугольник, бубенцы, тарелки, большой барабан и арфа.